# Aube (Orne)
Aube – miejscowość i gmina we Francji, w regionie Normandia, w departamencie Orne.
Według danych na rok 1990 gminę zamieszkiwało 1681 osób, a gęstość zaludnienia wynosiła 293 osoby/km² (wśród 1815 gmin Dolnej Normandii Aube plasuje się na 123. miejscu pod względem liczby ludności, natomiast pod względem powierzchni na miejscu 820.).